# Theobald II van Blois
Theobald II van Blois (985 - 1004) was de oudste zoon van Odo I van Blois en Bertha van Bourgondië. Hij volgde zijn vader in 995 op als graaf van Blois en van Dunois.
In 996 hertrouwde zijn moeder Bertha met koning Robert II, die hiermee stiefvader werd van Theobald. Samen streden ze tegen Fulco III van Anjou. Hun gezamenlijke belegering van Bourges mislukte dankzij aartsbisschop Dagobert, een bondgenoot van Fulco. In 1004 viel Theobald het klooster van Selles-sur-Cher aan, dat waarschijnlijk onder invloed van Fulco stond.
In 1004 ondernam Theobald een vermoeiende pelgrimstocht naar Rome, en hij overleed aan de ontberingen.
Theobald had zelf geen erfgenaam, zodat zijn broer Odo hem opvolgde.
| Voorouders van Theobald II van Blois (985-1004) | Voorouders van Theobald II van Blois (985-1004)                    | Voorouders van Theobald II van Blois (985-1004)                    | Voorouders van Theobald II van Blois (985-1004)                             | Voorouders van Theobald II van Blois (985-1004)                             | Voorouders van Theobald II van Blois (985-1004)                           | Voorouders van Theobald II van Blois (985-1004)                           | Voorouders van Theobald II van Blois (985-1004)                         | Voorouders van Theobald II van Blois (985-1004)                         |
| ----------------------------------------------- | ------------------------------------------------------------------ | ------------------------------------------------------------------ | --------------------------------------------------------------------------- | --------------------------------------------------------------------------- | ------------------------------------------------------------------------- | ------------------------------------------------------------------------- | ----------------------------------------------------------------------- | ----------------------------------------------------------------------- |
| Overgrootouders                                 | Theobald de Oude (880-943) ∞ ? (-)                                 | Theobald de Oude (880-943) ∞ ? (-)                                 | Herbert II van Vermandois (884–943) ∞ 907 Adelheid van Bourgondië (890-943) | Herbert II van Vermandois (884–943) ∞ 907 Adelheid van Bourgondië (890-943) | Rudolf II van Bourgondië (890-937) ∞ 922 Bertha van Zwaben (907-voor 966) | Rudolf II van Bourgondië (890-937) ∞ 922 Bertha van Zwaben (907-voor 966) | Lodewijk IV van Frankrijk (920-954) ∞ 939 Gerberga van Saksen (913-984) | Lodewijk IV van Frankrijk (920-954) ∞ 939 Gerberga van Saksen (913-984) |
| Grootouders                                     | Theobald I van Blois (905-978) ∞ Liutgard van Vermandois (914-978) | Theobald I van Blois (905-978) ∞ Liutgard van Vermandois (914-978) | Theobald I van Blois (905-978) ∞ Liutgard van Vermandois (914-978)          | Theobald I van Blois (905-978) ∞ Liutgard van Vermandois (914-978)          | Koenraad van Bourgondië (922–993) ∞ Mathilde van Frankrijk (943-992)      | Koenraad van Bourgondië (922–993) ∞ Mathilde van Frankrijk (943-992)      | Koenraad van Bourgondië (922–993) ∞ Mathilde van Frankrijk (943-992)    | Koenraad van Bourgondië (922–993) ∞ Mathilde van Frankrijk (943-992)    |
| Ouders                                          | Odo I van Blois (950-996) ∞ Bertha van Bourgondië (967-1010)       | Odo I van Blois (950-996) ∞ Bertha van Bourgondië (967-1010)       | Odo I van Blois (950-996) ∞ Bertha van Bourgondië (967-1010)                | Odo I van Blois (950-996) ∞ Bertha van Bourgondië (967-1010)                | Odo I van Blois (950-996) ∞ Bertha van Bourgondië (967-1010)              | Odo I van Blois (950-996) ∞ Bertha van Bourgondië (967-1010)              | Odo I van Blois (950-996) ∞ Bertha van Bourgondië (967-1010)            | Odo I van Blois (950-996) ∞ Bertha van Bourgondië (967-1010)            |

- Système universitaire de documentation: 087982536
- Virtual International Authority File: 197914059